# Zo d’Axa
Zo d’Axa, właśc. Alphonse Gallaud de la Pérouse (ur. 24 maja 1864 w Paryżu, zm. 30 sierpnia 1930 w Marsylii) – francuski pisarz, dziennikarz, wydawca oraz działacz anarchoindywidualistyczny i pacyfistyczny.

## Życiorys

### Młodość
Pochodził z mieszczańskiej, zamożnej katolickiej rodziny o ciekawej historii. Był synem funkcjonariusza kolejowego z Orleanu. Jego dziadek był dostawcą mleka dla dworu i pochodził od żeglarza Jeana-François de La Pérouse’a. Jego siostra przebyła Tybet, żyjąc w przebraniu mężczyzny, spisała historię buddyzmu.
Zo d’Axa po ukończeniu liceum wstąpił do regimentu kirasjerów skierowanego do kolonialnych posiadłości Francji w Afryce. Szybko stamtąd zdezerterował po tym, jak uwiódł żonę jednego z oficerów. Uciekł do Belgii, gdzie pracował w gazecie Nouvelles du jour. Po opublikowaniu tomiku esejów poetyckich Au Galop wyjechał z Brukseli z córką aptekarza. Pojechał do Włoch przez Turyn, Florencję, Neapol i Rzym. Uczestniczył w życiu bohemy artystycznej i pisywał teksty jako krytyk sztuki.

### Okres działalności
Amnestia z 1889 umożliwiła mu powrót do Francji. Zaangażował się w środowisku anarchistycznym, wydając pismo Endehors. Do 1893 wyszło 91 numerów. Z pismem współpracowali znani anarchiści, w tym Sébastien Faure. Ostatecznie po wielu rewizjach i procesach, d’Axa wraz ze współpracownikami został skazany na karę więzienia. Uwięziony rozpoczął działalność pomocy współwięźniom oraz rodzinom skazanych.
Po zwolnieniu wzmógł swoje działania publiczne. Po ataku prasowym na Jules’a Méry’ego zagrożony ponownym aresztowaniem zbiegł do Londynu. Tam spotkał się z Émile’em Pougetem i artystami (James Whistler i inni). Przyłączył się do grupy wędrownych muzykantów, z którymi podróżował po Holandii i Niemczech.
Przeniósł się do Mediolanu, gdzie wplątał się w proces przeciwko anarchistom. W środku nocy został aresztowany i z innymi anarchistami wydalony na pokładzie statku z Italii. Zorganizował bunt, opanował statek i skierował go do Grecji. Tam zwiedził Ateny i udał się do Konstantynopola. W styczniu 1893 skierował się do Jafy. Tam został znowu zatrzymany, ale uciekł do brytyjskiego konsulatu. Został jednak wsadzony na statek i przekazany władzom francuskim w Marsylii. Znalazł się ponownie w więzieniu.
Zwolniono go w lipcu 1894. Opublikował wówczas De Mazas à Jérusalem, mimo sukcesu wydawniczego popadł w długi, a jego gazeta upadła. Włączył się wówczas w spór publiczny wokół afery Dreyfusa, zakładając kolejne czasopismo La Feuille.
Wydawał je do 1899 roku, publikując teksty antymilitarystyczne i antykapitalistyczne. W czasie wyborów wywołał skandal, wystawiając na widok publiczny Paryżan osła, jako oficjalnego kandydata do parlamentu.

### Emigracja, powrót oraz śmierć
Następnie wyemigrował za ocean. Od 1900 przebywał w Kanadzie, Meksyku, Brazylii, Chinach, Japonii i Indiach. W Stanach Zjednoczonych odwiedził wdowę po Gaetanie Brescim – zabójcy króla Włoch Humberta I.
Po powrocie do Francji żył w Marsylii w domu na barce transportowej. Próbował dwa razy popełnić samobójstwo, najpierw w 1927, a drugi raz w 1930, kiedy zmarł.